# Lakeport (Kalifornien)
Lakeport ist eine Stadt und zudem der County Seat des Lake County im US-Bundesstaat Kalifornien mit 5026 Einwohnern (Stand: 2020). Lakeport liegt auf 413 Metern Meereshöhe. Offiziell gegründet wurde die Stadt im Jahr 1888 – damit ist sie die älteste Stadt des Lake County.

## Geschichte
Auf dem heutigen Gebiet von Lakeport siedelten sich schon vor mehreren Jahrhunderten Native Americans an. Etwa Mitte des 19. Jahrhunderts wurde der Ort von westlichen Siedlern besetzt. Während des Goldrausches in Kalifornien kamen viele Menschen in die Siedlung, die meisten davon befanden sich auf der Durchreise. Die ersten Geschäfte wurden in den 1850er Jahren eröffnet. Mit dem Ende des Goldrausches ließen sich viele Goldgräber permanent in der Siedlung nieder. Zu diesem Zeitpunkt trug das heutige Lakeport noch den Namen Forbestown nach einem der ersten Siedler der Stadt, William Forbes, der 1858 in die Siedlung gekommen war. Er arbeitete zunächst als Postbediensteter der Stadt und gründete dann mit James Parish das erste Gewerbe von Forbestown, eine Schmiede, die auch Waggons verkaufte.
Ursprünglich gehörte Forbestown zum Napa County. Mit veränderten Grenzen des Napa Countys gehörte Forbestown zum Lake County. Forbes tauschte 40 Hektar seines Landbesitzes ein gegen den Status des County Seats der Stadt. Ein Courthouse und ein Gefängnis wurden auf dieser Fläche auf der Main Street errichtet. Kurze Zeit später wurde der Name der Stadt von Forbestown zu Lakeport geändert – um die Bedeutung als natürlicher Hafen des Clear Lake herauszustellen.
Im Jahr 1867 zerstörte ein großes Feuer das Courthouse, woraufhin der County Seat nach Lower Lake verlegt wurde. Einige Jahre später erhielt Lakeport den Status des County Seats zurück. Bis zum Jahr 1888 war Lakeport zu einer bedeutenden Stadt mit rund 700 Einwohnern und 35 Gewerben angewachsen. Am 30. April 1888 wurde Lakeport zu einer eingetragenen Stadt (incorporated town). Am 17. März 1952 wurde Lakeport dann zu einer City ernannt.

## Klima
Das Klima ist gemäß Köppen-Geiger-Klassifikation als subtropisch (Cfa) einzustufen. Die Sommer in Lakeport sind heiß und trocken, die Winter mäßig und kalt bei viel Niederschlag. Die durchschnittliche Höchsttemperatur im Juli beträgt 34 °C, die durchschnittliche Höchsttemperatur im Januar, dem kältesten Monat, liegt bei 11 °C. Die gemittelte Jahresniederschlagsmenge beträgt 1165 mm.

## Söhne und Töchter der Stadt
- Phil Jordon (1933–1965), Basketballspieler
- Russ Tolman (* 1956), Singer-Songwriter, Sänger, Gitarrist, Komponist, Texter und Musikproduzent